# Pablo McCandless
Pablo McCandless Elton (Washington D. C., Estados Unidos, 2 de marzo de 1982) es un canoísta chileno-estadounidense, especializado en eslalon K1 (kayak individual).
Hijo de padre estadounidense y madre chilena, nació en Washington D. C., pero cuando tenía nueve meses de edad su familia se radicó en Santiago. A los nueve años regresó a Estados Unidos, estableciéndose junto a sus padres en el estado de Maryland.
En 2003 logró un cupo para integrar el equipo nacional de canotaje de Estados Unidos, sin embargo prefirió competir por Chile "para expandir y promover el deporte en Sudamérica".
Logró la clasificación a los Juegos Olímpicos de Pekín 2008 tras obtener el octavo lugar en el Campeonato Panamericano específico realizado en abril del mismo año en Estados Unidos, adjudicándose así el único cupo disponible para Sudamérica. En la cita de los anillos quedó eliminado en primera ronda, después de haber acumulado en sus dos presentaciones un tiempo de 176,64 segundos que lo dejó en la 16.ª posición, a un puesto de avanzar a semifinales.